# Scleria pachyrrhyncha
Scleria pachyrrhyncha är en halvgräsart som beskrevs av Ernest Nelmes. Scleria pachyrrhyncha ingår i släktet Scleria och familjen halvgräs. Inga underarter finns listade i Catalogue of Life.